# Cedicus israeliensis
Cedicus israeliensis is een spinnensoort uit de familie van de Desidae.
De wetenschappelijke naam van de soort werd in 1996 gepubliceerd door Gershom Levy.